# Walther Bronsart von Schellendorff
Walther Franz Georg Bronsart von Schellendorff, född 21 december 1833 i Danzig, död 13 december 1914 på Marienhof i Amt Güstrow, Mecklenburg), var en tysk militär och politiker.
Bronsart von Schellendorff blev officer vid infanteriet 1851, deltog såsom kapten vid generalstaben under dansk-tyska kriget och tyska enhetskriget, blev överste och regementschef 1875, generalmajor 1881 samt general av infanteriet och armékårchef 1889. Efter att 1893 ha lämnat den aktiva tjänsten var han krigsminister 1893-96.
Han var bror till Paul Bronsart von Schellendorff.

## Utmärkelser
- Hessisches Militär-Verdienstkreuz,  30 januari 1871[5]
- Svarta örns orden[5]
- Militärförtjänstkorset[5]
- Storkors med krona i guld av Vendiska kronans husorden[5]
- Storkors av Oldenburgska Hus- och förtjänstorden[5]
- Kommendör av Hessiska Filip den ädelmodiges orden[5]
- Rutkroneorden[5]
- Dubbla drakens orden[5]
- Storkors av Württembergska kronorden[5]
- Storkors av Sankt Stefansorden[5]
- Storkors av Frälsarens orden[5]
- Riddare av tredje klass av Järnkroneorden[5]
- Storkors av Hessiska Ludvigsorden[5]
- Storkors av Bayerska militärförtjänstorden[5]
- Storkorset av Röda örns orden[5]
- Storkors av Griporden[5]
- Sankt Annas orden, första klass[5]
- Grand Cross of the Order of Henry the Lion[5]
- Första graden av Preussiska Kronorden[5]
- Järnkorset av 1:a klass[5]
- Järnkorset av 2:a klassen[5]
- Albrekt Björnens husorden[5]
- Service Award Cross[5]
- Storkors av Avizorden[5]

[Redigera Wikidata]